# Philipp Zöller

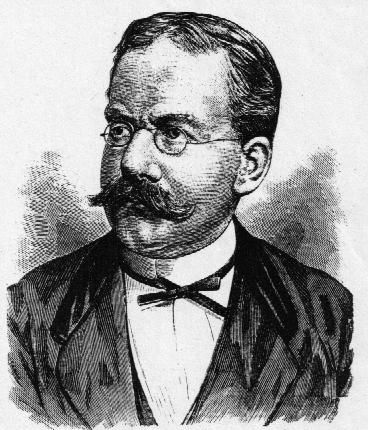
Philipp Zöller

Philipp Zöller (* 1. Mai 1832 in Winnweiler (bayerische Pfalz); † 31. Juli 1885 in Wien; vollständiger Name: Ludwig Rudolph Hugo Philipp Zöller) war ein deutsch-österreichischer Agrikulturchemiker.

## Leben
Zöller studierte Naturwissenschaften an der Universität München, promovierte dort bei Kaspar Papius 1856 und war seit 1857 als Chemiker an der neu gegründeten Landwirtschaftlichen Versuchsstation in München tätig. Fortan stand er in engem Kontakt mit Justus von Liebig. 1860 wechselte er als Adjunkt an das Pflanzenpysiologische Institut des Botanischen Gartens in München. Am 17. November 1863 wurde ihm die Stelle als Verweser der Lehrerstelle für Chemie und Technologie an der Königlichen Kreislandwirthschafts- und Gewerbeschule in Kaiserslautern übertragen. Er trat diese Stelle jedoch nicht an, da er wenig später, am 4. Dezember 1863, zum Honorarprofessor für Phytochemie an der Universität München ernannt wurde. 1864 folgte er einem Ruf als Professor für Angewandte Chemie, Pharmacie und Pharmacognosie an die Universität Erlangen und 1872 ging er als Professor für Agrikulturchemie an die Universität Göttingen, als Nachfolger des 1871 verstorbenen Wilhelm Wicke. Von 1873 bis zu seinem Tode wirkte er als o. Professor „für die chemischen Fächer“ an der Hochschule für Bodenkultur in Wien. Am 25. Mai 1875 wurde Zöller „in Anerkennung ausgezeichneter wissenschaftlicher und lehramtlicher Tätigkeit“ der Titel „k.k. Regierungsrat“ verliehen. 1877 war Zöller Dekan der landwirtschaftlichen Sektion, im Studienjahr 1877/1878 war er Rektor der Hochschule.
Beiträge über seine Forschungsarbeiten hat Zöller unter anderem in der Hauszeitschrift des Bayerischen Landwirthschaftlichen Vereins in München und in der von ihm herausgegebenen Wochenschrift Oekonomische Fortschritte publiziert, ebenso aber auch in den Berichten der deutschen chemischen Gesellschaft und in Liebig’s Annalen der Chemie und Pharmazie. Zöller war überzeugter Anhänger der agrikulturchemischen Lehren Justus von Liebigs, mit dem er in seiner Münchener Zeit zusammenarbeitete und dem er bis zu Liebigs Tod eng verbunden war. Liebig hatte Zöller bereits zu seinen Lebzeiten beauftragt, eine neue Auflage seines Hauptwerkes Die Chemie in ihrer Anwendung auf Agricultur und Physiologie herauszugeben. Diesen Auftrag hat Zöller drei Jahre nach Liebigs Tod erfüllt: 1876 erschien die neunte und letzte Auflage dieses epochemachenden Werkes.

## Schriften
- Feststellung der wichtigsten Nährstoffe für die Cerealien wie sie nach Beschaffenheit, Maass und Zeit gegeben werden müssen. Eine von der staatswirthschaftlichen Facultät der Ludwig-Maximilians-Universität zu München einstimmig gekrönte Preisschrift. München 1856.
- Oekonomische Fortschritte. Wochenschrift für die Anwendung der Ergebnisse der naturwissenschaftlichen Forschungen auf den gesammten Pflanzenbau, die Thierzucht, die land- und forstwirthschaftlichen Gewerbe und die Hauswirthschaft. Herausgegeben von Philipp Zöller. Verlag von Eduard Besold Erlangen, Jg. 1–6, 1867–1872.
- Zur Chemie des Ernährungs- und Wachsthumsprocesses der Pflanzen. Programm zum Eintritt in den königlichen akademischen Senat der Friedrich-Alexanders-Universität zu Erlangen, Erlangen 1867.
- Die Agriculturchemie als academische Wissenschaft, ihre Lehr- und Forschungsaufgabe. In: Oekonomische Fortschritte.  Band 1, 1867, S. 369–383.
- Die Chemie in ihrer Anwendung auf Agricultur und Physiologie. Von Justus von Liebig. Neunte Auflage. Im Auftrage des Verfassers herausgegeben von Philipp Zöller. Verlag von Friedrich Vieweg und Sohn, Braunschweig 1876.
- Justus von Liebig und die Landwirthschaft. (= Neue Volksbibliothek. Serie 3, Heft 10). Verlag von Levy & Müller, Stuttgart 1880.